# Nicolas Frespech

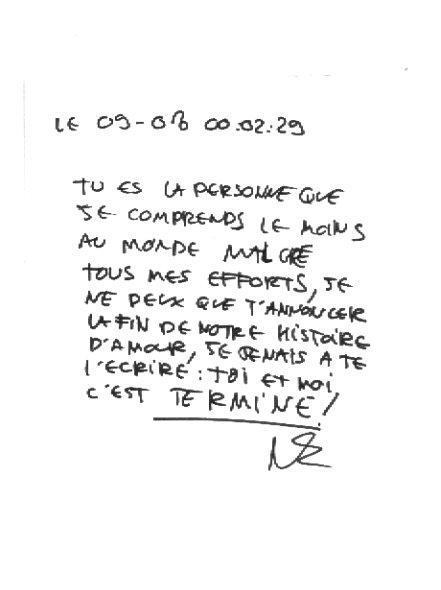
Lettre de rupture. Encre sur papier. 2009. Collection privée.

Nicolas Frespech, né en 1971 à Montélimar, est un artiste français. Il travaille avec le Web depuis 1996, et a enseigné l'Art en ligne à l’Université Paul-Valéry de 2002 à 2005. Il enseigne depuis 2009 les pratiques numériques à l'École nationale des beaux-arts de Lyon.

## Biographie
En 1996, Nicolas Frespech crée le CD-rom La maison des IMMondes Pourceaux, qui devient rapidement un site internet, un univers qui reproduit sa maison de Montélimar.
Sa création en ligne la plus connue est  "Je suis ton ami(e)...tu peux me dire tes secrets", première œuvre de Net Art à faire l'objet d'une acquisition publique (Frac Languedoc-Roussillon) en 1998 pour 25 000 francs.  L'accès à cette création est censurée depuis le 27 février 2001 (et rendue inaccessible le 7 décembre de la même année) par la Chambre Régionale des Comptes pour « obscénité », à la suite de la publication de plusieurs secrets sexuellement explicites,, créant ainsi un débat sur la présence des œuvres contemporaines net art dans l’espace virtuel et public de l’internet. Dans cette création, on pouvait voir défiler des secrets envoyés par des internautes ou récoltés lors d'interventions publiques artistiques (Journées de l’art contemporain organisées par le Ministère de la Culture et de la Communication).
En 2001, il lance UYIO, un annuaire répertoriant les sites d'artistes sur internet, actuellement conservé depuis 2011 par l'Université du Québec à Montréal.
En 2002, il propose une Typologie de l'Art en ligne destinée aux étudiants en art.
En 2004, Le Magasin (Centre National d’Art Contemporain de Grenoble) lui passe une commande pour son nouveau site internet. Le commissaire de cet événement en ligne est Claude Closky. Le 14 février 2004, Nicolas Frespech lance le projet « Échoppe photographique », où il réalise en photographie les commandes textuelles et provocantes des internautes.
En 2005, il lance une création exclusivement consultable via un fil RSS, un journal d'artiste sous la forme d'un microblog, une forme d'anticipation du réseau Twitter.
En 2006, il présente au Centre Pompidou, dans le cadre d’un festival, une fiction réalisée en temps réel avec un téléphone mobile et diffusée sur un podcast vidéo.

## Œuvre
Ses différents projets dessinent une œuvre qui touche autant à l'identité et sa standardisation virtuelle et mercantile, que l'intimité, le phénomène des Webcams et de la télésurveillance, les médias, les jeux, ou bien encore la fiction.
Il explore le réseau internet pour ses qualités relationnelles et artistiques, jouant avec les paradoxes du réseau et réalisant de micro-créations critiques sur la mercantilisation d’Internet.
Nicolas Frespech questionne le net art en multipliant les expérimentations, particulièrement dans le domaine de la téléphonie mobile.
Il est également l'auteur d'une typographie qui porte son nom, et qu'il justifie de la manière suivante : Écrivez aussi mal que moi !.

## Ouvrages
- Le grand jeu, PUF, 2004